# Slaget ved Gallipoli
 Der er for få eller ingen kildehenvisninger i denne artikel, hvilket er et problem. Du kan hjælpe ved at angive troværdige kilder til de påstande, som fremføres i artiklen.

Slaget ved Gallipoli fandt sted på den tyrkiske halvø Gallipoli i 1915 under 1. verdenskrig. En kombineret fransk/britisk operation blev dannet for at erobre den osmanniske hovedstad Konstantinopel. Forsøget mislykkedes dog, og man anslår, at 131.000 soldater døde og 262.000 blev såret.

## Forspil
Rusland, en af Ententemagterne under krigen, havde problemer med sine forsyningsruter over havet. Østersøen blev kontrolleret af den tyske Kejserlige Marine, mens Sortehavets eneste indgang var gennem Bosporusstrædet, som  det Osmanniske Rige havde kontrol over.
Sidst i 1914 var vestfronten i Frankrig og Belgien reelt låst fast. En ny front var nødvendig. Samtidig håbede Ententemagterne, at de ved at angribe osmannerne kunne trække Bulgarien og Grækenland ind i krigen på Ententemagternes side.
Et første forslag om at angribe Tyrkiet var allerede blevet fremsat af en fransk minister i november 1914, men det fik ikke støtte. Senere samme måned foreslog marineminister (First Lord of the Admiralty) Winston Churchill et angreb på Dardanellerne. En plan for et angreb og invasion af Gallipoli-halvøen blev godkendt af det britiske kabinet i januar 1915. Den britiske krigsminister Lord Kitchener udpegede general Ian Hamilton til at lede den styrke, der skulle gennemføre angrebet.

## Flådeangreb
Den 19. februar begyndte det første angreb på Dardanellerne med et bombardement af det tyrkiske artilleri langs kysten fra en stor flåde af britiske og franske skibe, med bl.a. det britiske slagskib HMS Queen Elizabeth.
Angrebet var en politisk succes – Bulgarien standsede forhandlingerne med Tyskland; Grækenland tilbød sin støtte; og Italien virkede interesseret i at træde ind i krigen på Ententemagternes side. Men den militære effekt var begrænset. Fortsatte bombardementer og en landsætning den 25. februar førte ingen vegne.
Et nyt angreb blev forsøgt 18. marts mod strædets smalleste punkt, hvor det kun var 1,5 kilometer bredt. En kæmpe flåde, anført af admiral de Robeck med 16 slagskibe, havde umiddelbart held til at eliminere en række tyrkiske artilleristillinger. Men et minefelt var udlagt natten før af det tyrkiske skib Nusret langs den asiatiske kyst (Eren Köy). Flere af Ententens krigsskibe løb på miner, og tre slagskibe sank: Britiske HMS Ocean og HMS Irresistible og det franske Bouvet. Derudover blev slagkrydseren HMS Inflexible og de franske slagskibe Suffren og Gaulois svært beskadiget.
De kraftige tab fik Ententen til at indstille forsøget med at erobre strædet alene ved hjælp af flåden. Det var en stor lettelse for de tyrkiske styrker, da deres artilleri var ved at løbe tør for ammunition.

## Invasion
Efter det fejlslagne flådeangreb stod det klart, at kun ved at eliminere det mobile tyrkiske artilleri ville det være muligt at sendeminestrygere ind og fjerne miner i vandet for de store skibe.
I begyndelsen af 1915 var australske og newzealandske frivillige soldater udstationeret i Egypten, hvor de var i træning, inden de skulle sendes til Frankrig. Infanteriet fra dem blev omdannet til Australian and New Zealand Army Corps (ANZAC): Australian 1st Division og New Zealand and Australian Division. General Hamilton havde derudover British 29th Division, Royal Naval Division og det franske Corps expéditionnaire d'Orient med fire senegalesiske bataljoner under sin kommando.
Hamiltons invasionsstyrke stod over for den 5. tyrkiske armé anført af den tyske rådgiver for den osmanniske hær, general Otto Liman von Sanders. Den 5. armé, som skulle forsvare begge kyststrækninger ved Dardanellerne, bestod af seks af de bedste tyrkiske divisioner med i alt 84.000 mænd. Ved Bulair ved toppen af halvøen stod den tyrkiske 5. og 7. division. Ved Cape Helles på halvøens spids og langs den ægæiske kyst stod den tyrkiske 9. division. I reserve ved Gaba Tepe midt på halvøen stod den 19. tyrkiske division under kommando af Mustafa Kemal, som igennem hele krigen sagde "De kommer til at gå, som de kom!", hvilket kom til at stemme. Til at forsvare den asiatiske kyst ved Kum Kale, ved indgangen til Dardanellerne, stod den 3. og 11. tyrkiske division. Ifølge en kilde var en tredjedel af den osmanniske hær etniske arabere, inklusive to tredjedele af den 19. division division. Andre etniske grupper som f.eks. kurdere har givetvis også været repræsenteret.
Ifølge invasionsplanen for den 25. april 1915 skulle den 29. division gå i land ved Helles på spidsen af halvøen og fortsætte ind i landet til fortet ved Kilitbahir. Anzacs-divisionerne ville blive landsat nord for Gaba Tepe på den ægæiske kyst og skulle herfra fortsætte over halvøen for at forhindre tilbagetrækning fra eller afsendelse af forstærkninger til Kilitbahir. Franskmændene skulle lave en afledningslandgang ved Kum Kale på den asiatiske kyst. Der var også en énmands-afledningsmanøvre udført af Bernard Freyberg fra Royal Naval Division ved Bulair.

### Anzac
De første styrker fra Anzac, den 3. brigade fra den 1. australske division, begyndte landsætningen kort efter solopgang den 25. april. Det var planen, at de skulle gå i land over en 1,5 kilometer bred front nord for Gaba Tepe. Af ukendte årsager gik det dog ikke som planlagt, og landgangstropperne landede 2 kilometer længere mod nord i en lavvandet, unavngiven bugt med Ari Burnu mod nord og Hell Spit mod syd. Bugten er i dag kendt som Anzac Cove.
Anzac-soldaterne stod over for et svært fremkommeligt terræn med et virvar af slugter, der løb ned til vandet fra højderne ved Sari Bair. Landsætningen mødte kun lidt modstand fra spredte tyrkiske styrker, indtil Mustafa Kemal, der anførte 19. division, så truslen og sendte forstærkninger til området i et kapløb om først at komme højest.
Kampen om højderne blev afgjort ved hovedhøjderyggen, hvor Anzac og tyrkerne kæmpede om bakken Baby 700. Højdedraget skiftede ejer flere gange den første dag, indtil tyrkerne, der havde fordel af at være højere oppe på Battleship Hill, endeligt overtog bakken. Så snart Anzacs fremrykning var stoppet, satte tyrkerne ind med et modangreb. Det lykkedes dog ikke at presse invasionsstyrken tilbage i vandet. Træfningen udviklede sig hurtigt til en skyttegravskrig, hvor fronten lå fast helt frem til august.

### Helles
Landsætningen ved Helles blev foretaget af den 29. division under kommando af generalmajor Aylmer Hunter-Weston på fem strande i en bue rundt om halvøens spids. Strandene blev fra øst mod vest kaldt S, V, W, X og Y.
På buens yderste strande, S, X og Y, var der ikke megen modstand, men muligheden for angreb blev ikke udnyttet. Landgangsstyrken på Y-stranden kunne uden modstand komme inden for 500 meter af landsbyen Krithia, som var forladt. Briterne kom aldrig så tæt på igen. Y-stranden blev evakueret den næste dag, efter at tyrkerne havde fået forstærkninger.
Hovedlandsætningerne blev foretaget på V-stranden under det gamle Seddülbahir-fort og på W-stranden, dvs. spidsen af Gallipoli halvøen.
Før denne landsætning blev V-stranden udsat for bombardement af britiske krigsskibe. Det skete inden for en halv time, hvor der blev affyret 4.650 granater for at sikre, at stranden var ryddet for forsvar. I mellemtiden beordrede Yahya Cavus sine 63 mænd til at vente og ikke affyre nogen skud, før landsætningen gik i gang fra SS River Clyde.
På V-stranden blev angrebsstyrken fra Royal Munster Fusiliers og The Hampshire Regiment sat i land fra den ombyggede kuldamper SS River Clyde, som blev sat på grund, hvorefter tropperne kunne gå direkte i land ad ramper. Royal Dublin Fusiliers gik i land på V-stranden fra åbne både. På W-stranden gik Lancashire Fusiliers også i land fra åbne både på en lille strand med klitter og afspærret med pigtråd. Ved begge strande blev briterne overvundet af det tyrkiske forsvar. De op mod 2.000 soldater fra River Clyde var perfekte mål for Yahya Cavus og hans 63 mænd i Ertugrul Cove, der var udrystet med rifler af tysk type. Her var ikke maskingeværer. Bataljonerne, der blev landsat på V-stranden, havde omkring 1.400 faldne af 2.000. Seks victoriakors blev uddelt til commonwealthinfanteri og -marinekorps på V-stranden. Yderligere tre næste dag, da de endelig fik kæmpet sig væk fra stranden, efter at støtten nåede frem for at bekæmpe Yahya Cavus og hans mænd.
På W-stranden, derefter kendt som Lancashire Landing, kunne lancashire-regimentet overmande forsvarerne på trods af deres egne enorme tab, 600 dræbte eller sårede ud af en styrke på 1.000. Seks victoriakors blev uddelt efter kampene på W-stranden.

## De tidlige kampe
Den 27. april om eftermiddagen angreb tyrkerne Anzac for at forsøge at drive briterne tilbage til stranden. Med støtte fra søsiden lykkedes det dog briterne at holde tyrkerne tilbage natten igennem.
Den 28. april forsøgte briterne, nu med støtte fra franskmændene, at erobre Krithia i, hvad der skulle blive kendt som det Første slag om Krithia. Planen for angrebet var ekstremt kompleks og officererne ved frontlinjen var ikke blevet ordentligt instrueret. Tropperne fra den 29. division var stadig udmattede efter kampene om stranden og landsbyen Seddülbahir, som var blevet erobret efter hårde kampe den 26. Angrebet blev stoppet omkring klokken 18, efter at noget terræn var taget, men uden at målet, landsbyen Krithia, var nået. Efter slaget lå Ententemagternes skyttegrave halvvejs mellem spidsen af halvøen og Krithia. Da den tyrkiske modstand blev stærkere og stærkere for hver dag, forsvandt muligheden for den hurtige sejr, man havde håbet på. Helles blev, ligesom Anzac, en belejring. Stærke tyrkiske modangreb blev slået tilbage om natten den 1. og 3. maj, selv om det lykkedes for tyrkerne at slå sig vej gennem det franske forsvar.
Det første forsøg på en offensiv på Anzac blev foretaget den 2. maj om aftenen med et angreb fra Russell's Top og Quinn's Post mod Baby 700. Det lykkedes at komme et kort stykke frem, men angrebsstyrken blev tvunget til at trække sig tilbage om natten den 3. maj efter at have mistet næsten 1.000 mand.
I den tro, at Anzac var sikker, flyttede Hamilton to brigader til Helles-fronten som reserver i det Andet slag om Krithia, som skulle begynde den 6. maj. Det var det første store angreb ved Helles, og man vandt cirka 500 meter på en bred front, men med de sædvanlige store tabstal.
Tyrkerne satte et stort angreb i værk på Anzac den 19. maj – 42.000 tyrkere over for 10.000 australiere og newzealændere – men angrebet mislykkedes. Tyrkerne manglede artilleri og ammunition og satsede derfor på overraskelse og det faktum, at de var væsentligt flere mænd. Deres forberedelser blev dog opdaget, og forsvaret var forberedt. Slaget kostede tyrkerne 10.000 faldne. Til sammenligning var australiernes tab begrænset til 160 døde og 468 sårede. De tyrkiske tab var så store, at man aftalte en våbenhvile den 24. maj, for at give tyrkerne mulighed for at bjærge og begrave de mange døde, der lå i ingenmandsland.
I løbet af maj blev den britiske overlegenhed til søs svækket med tabet af slagskibene HMS Goliath den 13. maj, HMS Triumph den 25. maj og HMS Majestic den 27. maj. Efter disse tab blev store dele af slagskibene trukket tilbage, og de, der var tilbage, ville kun skyde, mens de var i bevægelse, hvilket mindskede præcisionen og effektiviteten.
I det Tredje slag om Krithia den 4. juni var alle tanker om et stort gennembrud forduftet, og planerne var lagt for skyttegravskrig, hvor målene blev sat til et par hundrede meter. Tabstallene var på begge sideromkribg 25 %. Briterne med tab på 4.500 ud af en angrebsstyrke på 20.000.
I juni ankom en frisk division, beregnet på at kunne være med i det sidste store Helles slag, Slaget om Gully Ravine, som begyndte den 28. juni. Ved dette slag lykkedes det briterne at rykke frem langs den ægæiske kyst, hvilket resulterede i en sjælden britisk sejr. Mellem den 1. og 5. juli iværksatte tyrkerne forgæves flere desperate modangreb mod den nye britiske frontlinje. Deres tab var forfærdelige, anslået til over 14.000.
Et sidste angreb blev foretaget ved Helles den 12. juli, før Ententen koncentrerede sine kræfter nordpå mod Anzac. To friske brigader fra 52. division blev kastet ind i kampen midt i linjen ved Achi Baba Nullah (kendt som Bloody Valley) og fik 30 % faldne uden at opnå signifikant fremgang.

## Augustoffensiven
De gentagne fejlslagne forsøg på at erobre Krithia eller få fremgang på Helles-fronten fik Hamilton til at forsøge en ny plan, der resulterede i slaget ved Sari Bair. Om aftenen den 6. august ville man forsøge med en ny landgang med to infanteridivisioner ved Suvla, 8 kilometer nord for Anzac. Alt imens man fra Anzac ville forsøge et angreb mod Sari Bair ved at bryde ind i det hårde, men tyndt forsvarede område nord for Anzac.
Landgangen ved Suvla mødte kun let modstand, men alligevel lykkedes det ikke at tage meget mere end stranden. Og igen formåede tyrkerne at vinde kampen om først at komme til højderne. Dermed udviklede fronten ved Suvla sig også til en skyttekravskrig uden meget bevægelse.
Forud for offensiven lavede man to afledningsangreb, et ved Helles og et ved Anzac. Ved Helles blev det endnu en formålsløs kamp uden bevægelse og med store tab på begge sider. Ved Anzac fik Ententen endnu en sjælden sejr. Hovedangrebet nåede dog ikke målet, Chunuk Bair og Hill 971.
Styrken, der angreb mod den nærmeste top, Chunuk Bair, kom inden for 500 meter af toppen ved solopgang den 7. august, men var ikke i stand til at nå helt op inden næste morgen. Denne forsinkelse fik fatale konsekvenser for et andet angreb, der skulle foretages den 7. om morgenen af en australsk brigade mod the Nek, som skulle have haft støtte fra styrken på Chunk Bair. Resultatet af den manglende støtte var, at australierne blev slagtet og havde en tabsprocent på langt over 50. Styrkerne på Chunuk Bair holdt ud i to dage, inden de blev overrendt af et massivt tyrkisk angreb.
Angrebet på Hill 971 blev aldrig til noget. Angrebsstyrken for vild i løbet af natten. Alle andre forsøg på angreb blev let afvist af tyrkerne.
Landsætningen ved Suvla blev forstærket med flere divisioner, og et sidste forsøg på at genoplive offensiven kom den 21. august med angreb på Scimitar Hill og Hill 60. Kontrol over disse bakker ville have ført Anzac og Sulva fronten sammen, men det mislykkedes. Kampen om Hill 60 sluttede reelt kampen om halvøen.

## Evakuering
Efter den fejlslagne augustoffensiv var der en pause i kampene, hvor den fremtidige retning for angrebet blev diskuteret. Det manglende fremskridt gjorde efterhånden indtryk hjemme i England, også fordi der kom nyheder om, hvordan det faktisk stod til ved fronten i stedet for det skønmaleri, Hamilton havde rapporteret. Muligheden for tilbagetrækning blev foreslået den 11. oktober, men Hamilton gjorde modstand mod forslaget, fordi han frygtede tab af britisk prestige. Han blev fyret og afløst af generalløjtnant Charles Monro.
Situationen blev kompliceret af, at Bulgarien var trådt ind i krigen på Centralmagternes side. Den 5. oktober åbnede briterne en anden middelhavsfront ved Thessaloniki, som skulle kæmpe med Gallipoli om forstærkninger. Med bulgarernes indtræden i krigen fik tyskerne også mulighed for at levere tungt artilleri til tyrkerne, som kunne gøre stor skade på landgangsstyrkens skyttegrave, særligt på den begrænsede front ved Anzac.
Efter at have set nærmere på situationen anbefalede Monro evakuering. Kitchener kunne ikke lide forslaget og besøgte personligt lederne af de tre korps ved henholdsvis Helles, Suvla og Anzac. Beslutning om at evakuere blev vedtaget.
Evakuering af 14 divisioner om vinteren så nær ved fjenden ville blive svær, og store tab var forventet. Det faktum, at Ententemagternes position var uholdbar, blev gjort klar, da en kraftig storm ramte den 27. november og varede tre dage. I begyndelsen af december ramte en snestorm Suvla. Regn oversvømmede skyttegravene og druknede soldaterne, hvorefter ligene blev skyllet væk. Sneen dræbte endnu flere.
.
Ironisk nok var evakueringen faktisk Ententemagternes største succes ved Gallipoli. Suvla og Anzac skulle evakueres sidst i december, og de sidste soldater skulle forlade området den 20. december. Antallet blev reduceret fra den 7. december, og små kneb blev brugt til at narre tyrkerne, så de ikke opdagede, at fjenden var ved at forlade området. Ved Anzac ville man holde total stilhed i mere end en time, indtil de tyrkiske tropper ville komme ud af skyttegravene for at se, hvad der foregik, hvorefter man ville åbne ild. Da antallet af soldater blev mindre, blev der sat rifler op, som kunne affyres af vand, der langsomt fyldte en beholder til den blev tung nok til at udløse aftrækkeren.
Helles blev holdt i første omgang, så briterne lettere kunne genoptage offensiven, hvis de ønskede det. De besluttede dog den 27. december også at evakuere Helles. Tyrkerne havde lugtet lunten og angreb den 6. januar 1916. Angrebet blev dog slået tilbage, og de sidste britiske soldater forlod Gallipoli den 9. januar.

## Eftervirkninger
Det er fristende at spørge, om slaget om Gallipoli var endt anderledes, hvis følgende begivenheder var ændret.
Hvad hvis...
- Briterne havde fortsat med flådeangrebet efter den 18 marts, da det tyrkiske forsvar næsten var løbet tør for ammunition?
- De havde udnyttet, at de ikke mødte modstand ved angrebet på Y-stranden den 25. april?
- Landsætningerne, der mødte kraftig modstand, var blevet stoppet, så man kunne styrke de landsætninger, der mødte ingen eller ringe modstand?
- Anzac-landsætningen den 25. april havde ramt den rigtige strand?

Slaget ved Gallipoli var en meget tæt kamp, hvor ingen af parterne formåede at udnytte deres små fordele. Når landgangstropperne brød igennem de tyrkiske linjer, havde de ikke reserver til at følge op på angrebet. Når tyrkerne havde stoppet et angreb, var deres modangreb ikke i stand til at jage fjenden væk.
Det Osmanniske rige blev af den russiske zar kaldt "Europas syge mand", men efter sejren over Ententemagterne ved Gallipoli blev tyrkernes drømme om et imperium fornyet. I Mesopotamien omringede tyrkerne i 1916 en britisk styrke ved Kut Al Amara og tvang den til at overgive sig. Fra det sydlige Palæstina angreb de mod syd ind i Sinai for at erobre Suezkanalen og drive briterne ud af Egypten. Et nederlag i slaget ved Romani var dog slutningen på de tyrkiske ambitioner.
Gallipoli betød slutningen på karrieren for Hamilton og Stopford, mens Hunter-Weston fik endnu en mulighed for at lede det VIII Korps på førstedagen af Slaget ved Somme. For de australske brigadechefer John Monash og Henry Chauvel betød det forfremmelser, så de til sidst stod i spidsen for deres eget korps. Winston Churchill og chefen for flåden John Fisher trak sig begge tilbage som et resultat af fiaskoen. Gallipoli var også en vigtig faktor i Herbert Asquiths fald fra posten som premierminister i 1916.
Betydningen af slaget ved Gallipoli er måske følt mest i Australien og New Zealand, da det var det første store slag, de to unge nationer deltog i. Før Gallipoli havde befolkningerne i de to lande en tro på det britiske imperiums styrke og var yderst villige til at støtte det. Gallipoli rystede den tiltro, og tre år på vestfronten skulle fjerne den helt.
På den tyrkiske side var Gallipoli begyndelsen på Mustafa Kemals vej mod magten. Kemal - fra 1934 Kemal Atatürk - præsident i den nye tyrkiske republik skrev denne hyldest til Anzac-soldaterne:

## Faldne
Ud over de mange døde og sårede ramtes mange soldater af sygdomme som diarré og dysenteri. Det anlås, at 145.000 britiske soldater blev ofre for sygdom under slaget. Blandt de døde var den brillante unge kemiker Henry Moseley samt digteren Rupert Brooke.
I dag er der 32 gravpladser for Centralmagternes Osmanninske generaler og soldater, som døde i krigen, samt mindesmærker for dem, der ikke har nogen kendt grav som dem, der blev begravet til søs.

## Dansk deltagelse
Den danske soldat og modtager af victoriakorset, Percy Howard Hansen, deltog i slaget.
Dansk soldat i australsk tjeneste, D-coy/4 Bn. A.I.F.Georg August Petersen faldt den 8/6-1915 ved Lone Pine Ridge, hvor han er begravet.
Dansk soldat i australsk tjeneste: Sergent Eigil de Neergaard, 12th Light Horse Brigade. Ankom til Anzac Cove om morgenen den 29. august 1915. Blev såret i venstre skulder og bryst af granatsplint, men kom sig efter en måned på infirmeriet. Faldt senere ved det berømte kavalerislag ved Beersheba den 31. oktober 1917. Er begravet på Beersheba kirkegård ved Be'er Sheva Anzac Memorial Center, hvor hans historie indgår i formidlingen af dette historiens sidste store kavaleriangreb, hvor over 800 ryttere deltog. Modtog efter sin død The Australian Star, The British War Medal og Victory Medal. Disse medaljer samt hans lommebog, gennemhullet af den kugle, der dræbte ham, befinder sig på museet.